# Quod hoc ineunte
Quod hoc ineunte es una encíclica del Papa León XII publicada el 24 de mayo de 1824; es la segunda encíclica del pontífice, y está dirigida a todos los fieles cristianos con el fin de renovar la tradición católica del Jubileo, que no había sido realizado desde la Revolución Francesa. Si bien es cierto esta decisión tenía la oposición tanto de las monarquías absolutas europeas como de gran parte de la Curia Romana, este acontecimiento se celebró con total normalidad en 1825.